# Wapen van Workum

Het wapen van Workum

Het wapen van Workum werd op 25 maart 1818 per besluit door de Hoge Raad van Adel aan de Friese gemeente Workum bevestigd. Vanaf 1984 is het wapen niet langer als gemeentewapen in gebruik omdat de gemeente Workum opging in de gemeente Nijefurd. Sinds 1 januari 2011 maakt Workum deel uit van de gemeente Súdwest-Fryslân.

## Blazoenering
De blazoenering van het wapen luidt als volgt:
In de lengte doorsneden; de regterhelft van goud, beladen met een halve zwarte arend; de linkerhelft zwart, beladen met 3 goude leliën, geplaatst 2 en 1. Het schild gedekt met een goude kroon.

## Verklaring
De oorsprong van het wapen is onbekend, maar het staat vast dat het wapen al sinds de 15e eeuw gebruikt werd op stadszegels. De halve adelaar komt vaak voor in Friese persoons- en overheidswapens en de lelies zijn, hoewel men aanvankelijk dacht dat deze hun oorsprong hadden in een persoonswapen, afkomstig uit de Mariaverering. Het aantal van drie stuks kan afgeleid zijn van de heilige drie-eenheid.